# Thiele & Freese
Thiele & Freese ist eines der drei großen Teehandelshäuser in Ostfriesland. Es wurde am 1. Mai 1873 von Carl Thiele und Peter H. Freese als Colonial-Waaren-Geschäft en gros gegründet und hat seinen Stammsitz in der kreisfreien Stadt Emden. Die Vermarktung der Produkte geschieht unter der Marke Thiele Tee. Haupt- und gleichzeitig meistverkauftes Produkt ist die ostfriesische Teemischung Broken Silber, wobei das Teehandelshaus Thiele & Freese auch Früchte- und Darjeelingtees sowie Teefilter
produziert. Die Firma beschäftigt etwa 25 Angestellte.
Thiele & Freese gehört zu den wenigen Unternehmen, die ihren Tee mit der Bezeichnung „Echter Ostfriesentee“ versehen.

## Trivia
In seiner Autobiografie beschreibt Otto Waalkes seine Vorliebe für Thiele Tee. Im Februar 2020 brachte das Unternehmen eine Otto-Waalkes-Edition seiner Teebeutel heraus.